# Ernest William Brown
Ernest William Brown (29 de noviembre de 1866 - 22 de julio de 1938) fue un matemático y astrónomo británico, que pasó la mayor parte de su carrera en los Estados Unidos.
El trabajo de su vida fue el estudio del movimiento de la Luna (teoría lunar) y la recopilación de tablas lunares extremadamente precisas. También estudió el movimiento de los planetas y calculó las órbitas de los asteroides Troyanos.

## Vida

### Educación
Brown nació en Hull, Inglaterra, hijo de William y Emma (Martin) Brown. Fue educado en el Hull and East Riding College. Después de dejar la escuela, ingresó en el Christ's College de Cambridge, donde se graduó con honores en matemáticas en 1887. Continuó con sus estudios de postgraduado en Cambridge y trabajando bajo la dirección de George Howard Darwin. En el verano de 1888, Darwin sugirió que Brown estudiara los trabajos de George William Hill sobre la teoría lunar. Esta idea se convirtió en el tema de trabajo fundamental durante el resto de su vida.
Brown fue nombrado miembro del Christ's College en 1889, y obtuvo su maestría académica en 1891. Poco después abandonó Inglaterra para trabajar como instructor de matemáticas en la Universidad de Haverford, Pensilvania, accediendo al cargo de profesor en 1893.

### Trabajo sobre el movimiento de la Luna
En Haverford, Brown continuó con sus estudios sobre la teoría lunar, e hizo una revisión minuciosa del trabajo de investigadores anteriores, como Hill, Delaunay y Hansen. Su dominio de este campo quedó demostrada con la publicación de su primer trabajo realmente importante, An Introductory Treatise on the Lunar Theory, en 1896, cuando Brown tenía todavía menos de 30 años de edad. A medida que fue progresando su trabajo, desarrolló gradualmente un plan para idear una teoría lunar completamente nueva. Esta teoría fue finalmente publicada como una serie de artículos en las Memorias de la Royal Astronomical Society entre 1897 y 1908.
En 1907, Brown fue nombrado profesor de matemáticas en la Universidad de Yale, con la que llegó a un acuerdo para financiar la tarea masiva de calcular detalladas tablas sobre el movimiento de la Luna basadas en su teoría lunar. Después de un periodo de 12 años y un coste aproximado de 34 000 dólares, su obra maestra, Tables of the Motion of the Moon, fue publicada en 1919.

### Discrepancias entre la teoría y la observación
El objetivo de Brown había sido producir unas efemérides precisas de la Luna, basadas únicamente en la teoría gravitacional. Para el problema principal del sistema Tierra-Luna-Sol, calculó posiciones en longitud y latitud con una incertidumbre inferior a 0,001 segundos de arco. También consideró las perturbaciones debidas a los otros planetas (principalmente Júpiter y Venus) y también abordó el problema más difícil de la naturaleza no esférica de la Tierra y de la Luna.
Las observaciones mostraron que las tablas de Brown eran de hecho superiores a las de Hansen, que habían sido utilizadas desde 1857, pero que todavía había una considerable fluctuación inexplicada en la longitud media de la Luna del orden de 10 segundos de arco. Se introdujo un "término empírico grande", con una magnitud de 10,71 segundos de arco y un periodo de 257 años para reducir al máximo este efecto. Dada la precisión de los cálculos de Brown, debió de sentir una gran decepción al tener que introducir este ajuste arbitrario.
Edmund Halley había descubierto ya dos siglos antes que el movimiento de la Luna va aumentando de velocidad gradualmente. Esta aceleración secular no podía ser explicada únicamente por la teoría gravitacional, y ya había sido sugerido por Simon Newcomb que lo que de hecho causaba una gradual deceleración del índice de rotación de la Tierra, era la fricción generada por las mareas. En otras palabras, la velocidad de la Luna observada también depende de la velocidad de rotación de la Tierra (y el día terrestre es cada vez más largo) lo que contribuye a crear la apariencia de un movimiento más veloz de la Luna. Brown dedicó mucho trabajo a este problema y finalmente concluyó que, no solo era el índice de la rotación la Tierra lo que se retrasa, sino que también había fluctuaciones aleatorias totalmente imprevisibles. Trabajos posteriores han demostrado que esto es cierto, y los astrónomos ahora hacen una distinción entre Tiempo Universal (basado en la rotación de la Tierra), y un Tiempo Terrestre (anteriormente denominado Tiempo de efemérides, basado en la medida uniforme del paso del tiempo).

### Trabajos posteriores
Wallace John Eckert ya era instructor en la Universidad de Columbia mientras finalizaba su doctorado bajo la dirección de Brown, cuando se implicó en la mejora de la precisión de los cálculos astronómicos de su mentor, procediendo a su automatización usando ordenadores digitales mediante la técnica de tarjetas perforadas disponible en aquella época.
Brown permaneció siendo profesor en Yale hasta su jubilación en 1932. Como continuación de sus tablas sobre la Luna, también trabajó sobre el movimiento de los planetas alrededor del Sol. Coescribió el libro titulado Planetary Theory, con Clarence Shook, en el que figura una detallada exposición del fenómeno de la resonancia entre órbitas planetarias, y examinó el caso especial de los asteroides Troyanos.

### Vida privada
Brown nunca se casó, y pasó la mayoría de su vida de adulto en compañía de su hermana pequeña, Mildred, también soltera, quien se ocupó de la casa que compartían. Amante de la música y un pianista capaz, era así mismo un buen jugador de ajedrez. Entre sus aficiones también figuraban los viajes, el excursionismo de montaña, y las historias de detectives.
Gran fumador, Brown sufrió problemas bronquiales durante muchos períodos de su vida, especialmente en sus últimos seis años tras su jubilación. Murió en New Haven, Connecticut, en 1938.

## Legado
Las Tablas de Brown fueron adoptadas por casi todas las efemérides nacionales a partir de 1923 (incorporando sus cálculos de la posición de la Luna), y continuaron siendo utilizadas, finalmente con alguna modificación, hasta 1983. Con el advenimiento de los ordenadores digitales, las expresiones trigonométricas originales de Brown, expuestas en la introducción a sus 1919 tablas (y a partir de las que las propias tablas habían sido compiladas), empezaron a ser utilizadas para la computación directa, sustituyendo a las propias tablas. Esto también supuso mejoras en la precisión, dado que para el cálculo de las tablas se habían adoptado algunas simplificaciones menores, pensadas para equilibrar el balance entre la exactitud requerida y la cantidad de trabajo necesario para conseguirla en los días del cálculo manual. Durante medio siglo, la diferencia entre el Tiempo Universal y el Tiempo de Efeméride había sido reconocido y evaluado, y el problemático plazo empírico también fue eliminado. También se realizaron ajustes más afinados de la teoría de Brown en una etapa posterior, aprovechando las mejoras observadas tanto en la precisión de los valores de las constantes astronómicas fundamentales, como en la reelaboración analítica también más precisa de los coeficientes utilizados originalmente.
El trabajo de Brown tan solo fue superado a partir de 1984, siendo reemplazado por los resultados obtenidos mediante sistemas de observación y obtención de datos más modernos (incluyendo las mediciones láser de la posición de la Luna) y por el conjunto de nuevos métodos computacionales utilizados para calcular las efemérides de la Luna.

## Reconocimientos
Miembro de la Royal Society

### Premios
- Premio Adams (1907)
- Medalla de oro de la Real Sociedad Astronómica (1907)
- Medalla Bruce (1920)
- Medalla James Craig Watson (1936)

### Epónimos
- El cráter Brown en la Luna[7]
- El asteroide (1643) Brown[8]
- Número de lunación de Brown

### Necrologías
- ApJ 89 (1939) 152
- BAMS 45 (1939) 343
- MNRAS 99 (1939) 300
- Obs 62 (1938) 21
- PASP 50 (1938) 257

- Datos: Q465729
- Multimedia: Ernest William Brown (mathematician) / Q465729